# 6e Régiment de Marche de Tirailleurs Algériens
Le 3e Régiment Mixte de Zouaves et Tirailleurs formé en 1915 (Verdun 1916, Les Monts 1917) Le 8 mai 1918 à partir des 5e, 7e et 11e Bataillons du 6e Régiment de Tirailleurs Algériens, devient 6e Régiment de Marche de Tirailleurs Algériens (Aisne 1914-1918, Champagne 1918, Noyon 1918).(Le 6e Régiment de Marche de Tirailleurs sera recréé trois fois en 1913, 1914, en 1918 ce sera sous le nom de 6e Régiment de Marche de Tirailleurs Algériens).